# Synagoga w Cieszanowie
Synagoga w Cieszanowie – synagoga znajdująca się w Cieszanowie przy ulicy Skorupki 7.
Zbudowana w 1889 roku, została zdewastowana przez Niemców podczas II wojny światowej. Po wyzwoleniu miasta w 1944 roku przeznaczono ją na magazyn. Od początku lat 90. XX wieku obiekt pozostaje opuszczony w stanie zamkniętej ruiny.
Murowany budynek synagogi wzniesiono na planie kwadratu. Z dwóch stron otaczają go dobudówki, w których znajdował się babiniec oraz instytucje gminy żydowskiej. W środku zachowała się jednoprzestrzenna sala modlitewna – obecnie bez śladów po dawnym wyposażeniu oraz malowidłach naściennych. Pierwotne wysokie okna z półokrągłym zakończeniem zostały po wojnie zamurowane, a w ich dolnej części przekuto mniejsze kwadratowe otwory okienne.
Obecnie (2023 rok) dawna synagoga została wyremontowana i przeznaczona na Dom Nestora.